# Pillás nyelespöfeteg
A pillás nyelespöfeteg (Tulostoma fimbriatum) a csiperkefélék családjába tartozó, Eurázsiában és Észak-Amerikában honos, homokos talajú gyepekben élő, nem ehető gombafaj. 

## Megjelenése
Az öves nyelespöfeteg termőteste feji és tönki részre válik szét. A fej szabálytalanul gömbölyded, alulról kissé lapított, kb. 1-1,5 cm átmérőjű. A csúcsán szűk, csőrszerű spóranyílás (perisztómium) található. Külső burka (exoperidium) viszonylag sokáig megmarad, sokszor talaj- és homokszemcsék ragadnak rá, különösen az alsó felén. Színe piszkosfehér vagy krémszínű. A "fej" alsó része pillás gyűrűvel kapcsolódik a nyélhez.
A nyél 1-4 cm magas, viszonylag vékony. Színe világosbarnától a vörösesbarnáig változik, a fejnél többnyire valamivel világosabb, a töve felé sötétül. Felülete szálas, állaga fás.
A spórák a feji rész belsejében (gleba) fejlődnek; ha megértek a perisztómiumon keresztül távoznak.
Húsa fiatalon puha, a spórák érésével porszerűvé válik. Szaga nem jellegzetes.
Spórapora világosbarna. Spórája kerekded, felületét kisebb szemölcsök és széles, egyenetlen kiemelkedések díszítik, mérete 4,3-5,7 x 4,6-5,1 µm. 

### Hasonló fajok
Más Tulostoma fajoktól a fejet a nyéllel összekötő pillás gyűrű és a vörösesbarnás nyél révén lehet megkülönböztetni. 

## Elterjedése és termőhelye
Eurázsiában és Észak-Amerikában honos. Magyarországon helyenként gyakori. 
Száraz, homokos területeken, gyepekben él, erdőn kívül. A termőtestek ősszel képződnek, de egész évben megmaradhatnak.   

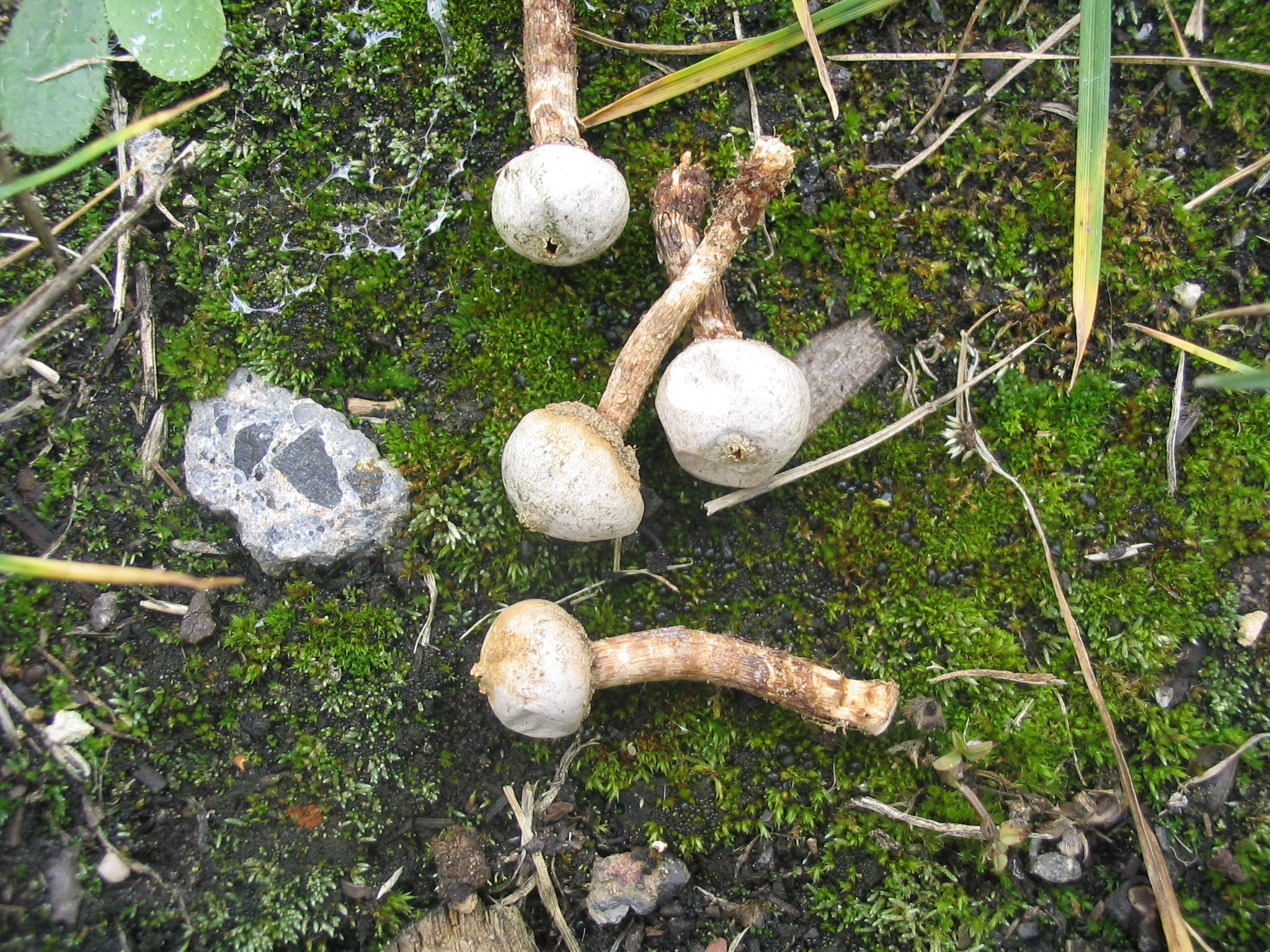
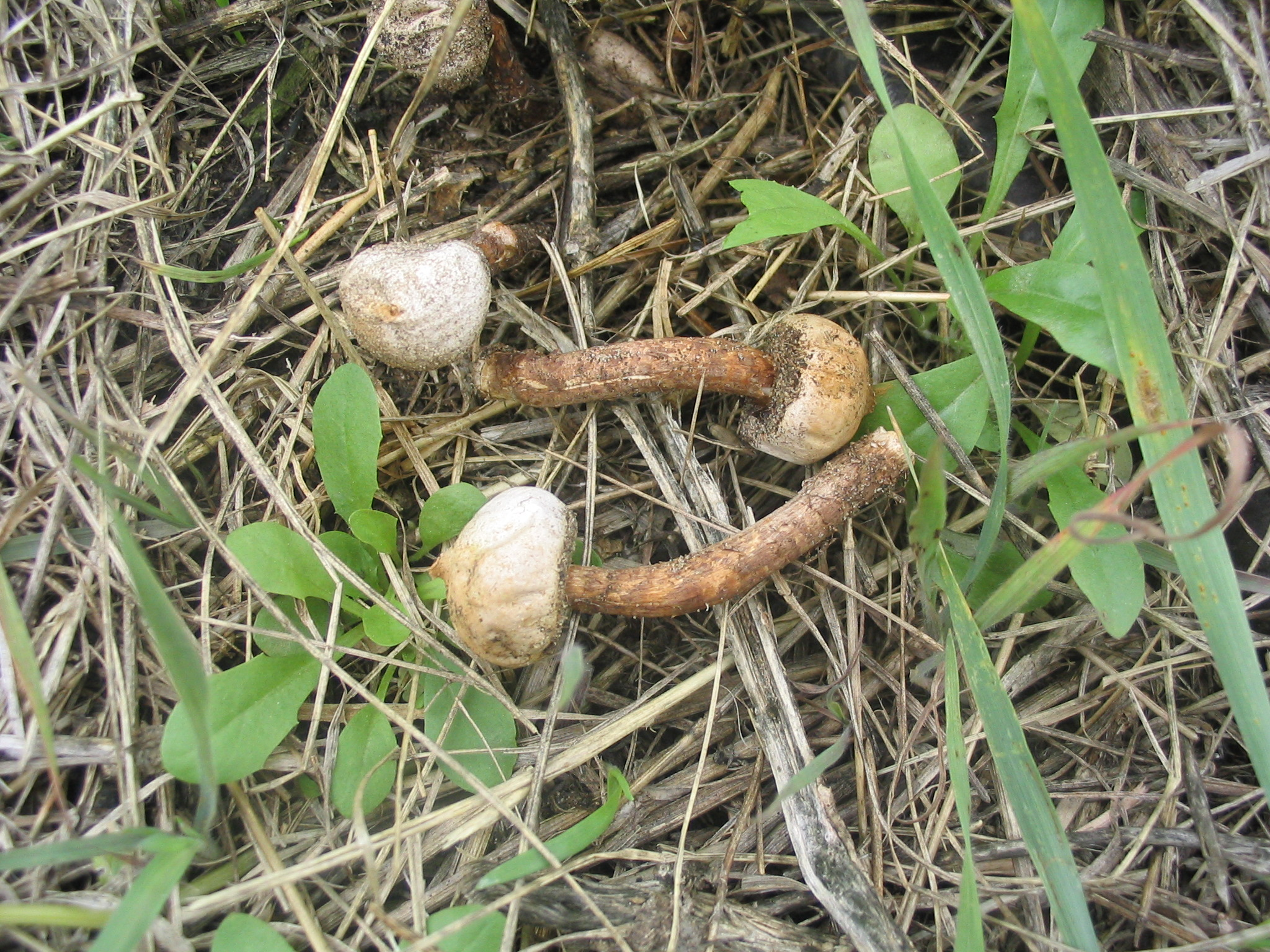
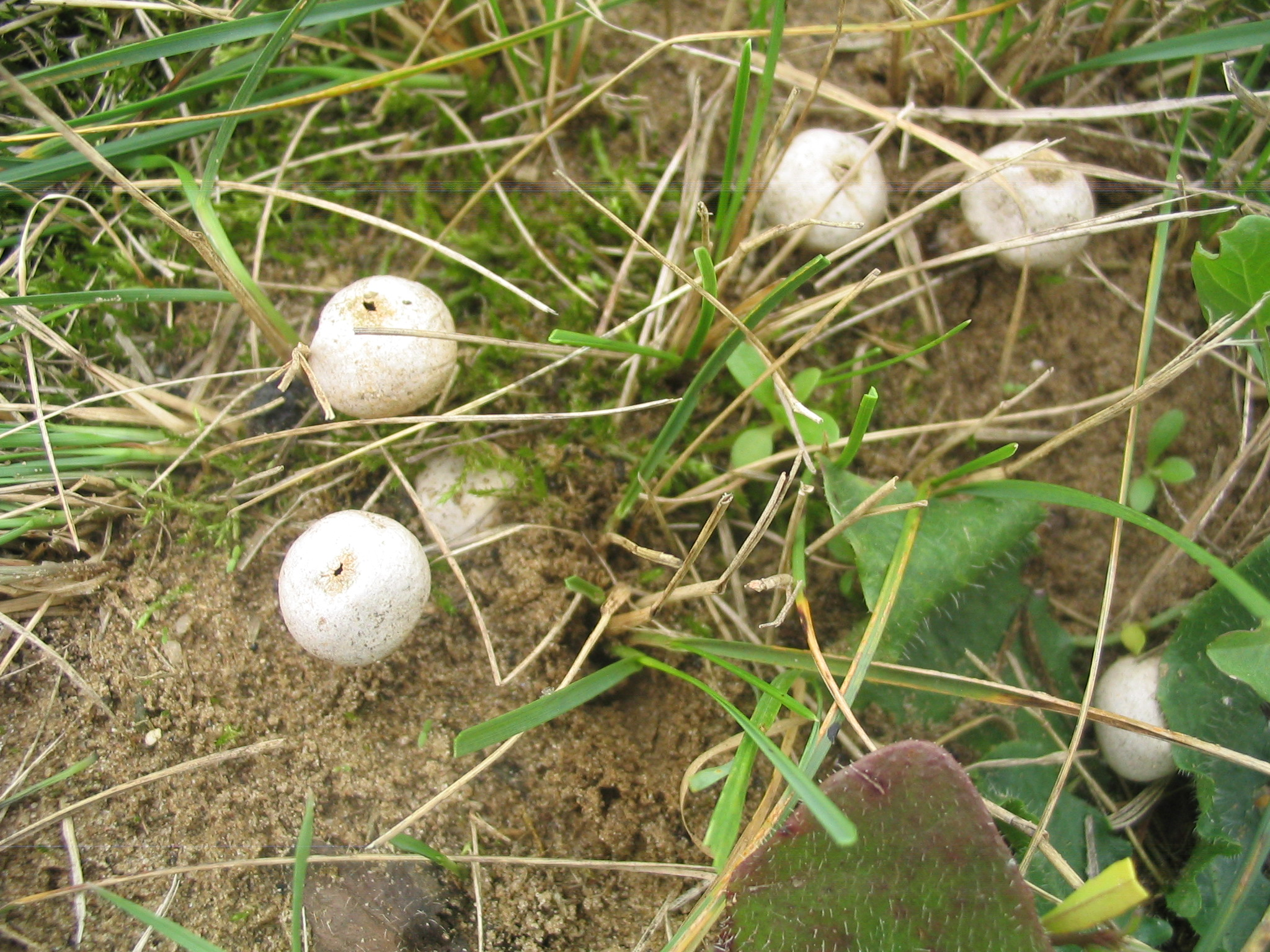
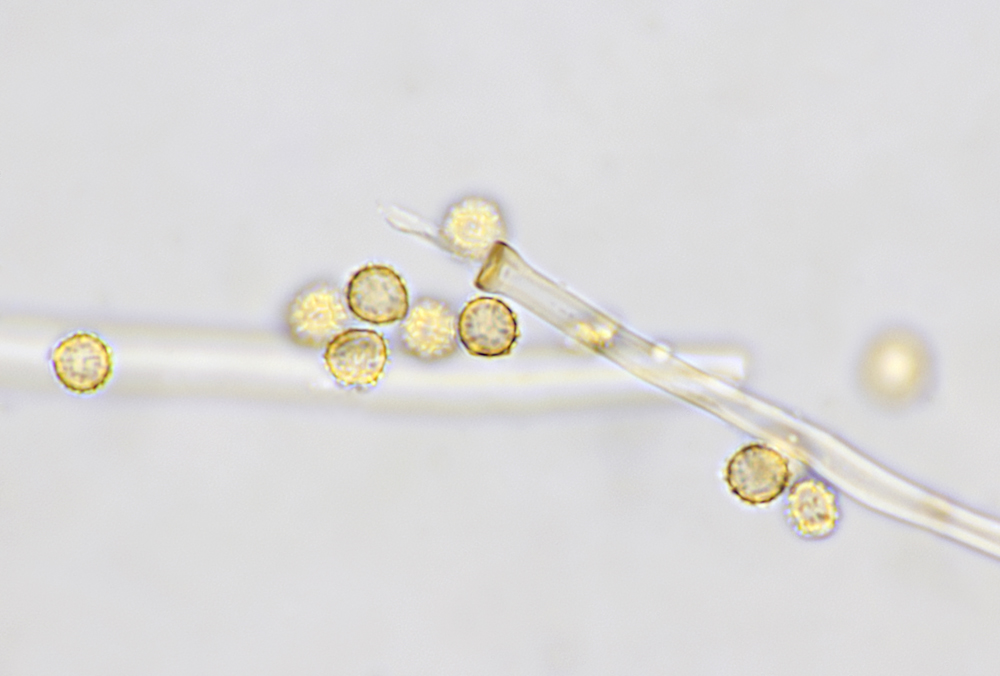

Nem ehető. 